# Primera División 1948/49
Die Primera División 1948/49 war die 18. Spielzeit der höchsten spanischen Fußballliga. Sie startete am 12. September 1948 und endete am 17. April 1949.

## Vor der Saison
- Als Titelverteidiger ging der dreifache Meister CF Barcelona ins Rennen. Letztjähriger Vizemeister wurde der FC Valencia.
- Aufgestiegen aus der Segunda División sind Real Valladolid und Deportivo La Coruña.

## Vereine
| Verein                 | Stadt      | Stadion                   |
| ---------------------- | ---------- | ------------------------- |
| CD Alcoyano            | Alcoy      | Camp Municipal del Callao |
| CF Barcelona           | Barcelona  | Camp de Les Corts         |
| Español Barcelona      | Barcelona  | Estadi Sarrià             |
| Atlético Bilbao        | Bilbao     | Estadio San Mamés         |
| Deportivo La Coruña    | La Coruña  | Estadio Riazor            |
| Real Madrid            | Madrid     | Estadio de Chamartín      |
| Atlético Madrid        | Madrid     | Estadio Metropolitano     |
| Real Oviedo            | Oviedo     | Estadio Buenavista        |
| CE Sabadell            | Sabadell   | Estadio Cruz Alta         |
| Real Valladolid        | Valladolid | Estadio José Zorrilla     |
| FC Sevilla             | Sevilla    | Estadio de Nervión        |
| Gimnàstic de Tarragona | Tarragona  | Avenida Cataluña          |
| FC Valencia            | Valencia   | Estadio Mestalla          |
| Celta Vigo             | Vigo       | Estadio Balaídos          |

## Abschlusstabelle
| Pl. | Verein                  | Sp. | S  | U | N  | Tore    | Quote | Punkte |
| --- | ----------------------- | --- | -- | - | -- | ------- | ----- | ------ |
| 1.  | CF Barcelona (M)        | 26  | 16 | 5 | 5  | 066:360 | 1,83  | 37:15  |
| 2.  | FC Valencia             | 26  | 16 | 3 | 7  | 078:470 | 1,66  | 35:17  |
| 3.  | Real Madrid             | 26  | 15 | 4 | 7  | 067:420 | 1,60  | 34:18  |
| 4.  | Atlético Madrid         | 26  | 15 | 4 | 7  | 054:320 | 1,69  | 34:18  |
| 5.  | Real Oviedo             | 26  | 13 | 4 | 9  | 050:430 | 1,16  | 30:22  |
| 6.  | Atlético Bilbao         | 26  | 11 | 2 | 13 | 061:630 | 0,97  | 24:28  |
| 7.  | Español Barcelona       | 26  | 10 | 4 | 12 | 051:460 | 1,11  | 24:28  |
| 8.  | FC Sevilla (P)          | 26  | 11 | 1 | 14 | 035:400 | 0,88  | 23:29  |
| 9.  | Gimnàstic de Tarragona  | 26  | 10 | 3 | 13 | 059:720 | 0,82  | 23:29  |
| 10. | Deportivo La Coruña (N) | 26  | 9  | 4 | 13 | 056:600 | 0,93  | 22:30  |
| 11. | Celta Vigo              | 26  | 9  | 4 | 13 | 051:640 | 0,80  | 22:30  |
| 12. | Real Valladolid (N)     | 26  | 10 | 2 | 14 | 038:590 | 0,64  | 22:30  |
| 13. | CD Alcoyano             | 26  | 8  | 5 | 13 | 030:540 | 0,56  | 21:31  |
| 14. | CE Sabadell             | 26  | 5  | 3 | 18 | 043:810 | 0,53  | 13:39  |

Platzierungskriterien: 1. Punkte – 2. Direkter Vergleich  – 3. Torquotient – 4. geschossene Tore
| (M) | amtierender Meister              |
| (P) | amtierender Pokalsieger          |
| (N) | Neuaufsteiger der letzten Saison |

## Kreuztabelle
| 1948/49                | CF Barcelona | FC Valencia | Real Madrid |     | Real Oviedo | Atlético Bilbao | Español Barcelona |     | Gimnàstic de Tarragona | Deportivo La Coruña | Celta Vigo | Real Valladolid | CD Alcoyano | CE Sabadell |
| ---------------------- | ------------ | ----------- | ----------- | --- | ----------- | --------------- | ----------------- | --- | ---------------------- | ------------------- | ---------- | --------------- | ----------- | ----------- |
| CF Barcelona           |              | 4:3         | 3:1         | 4:0 | 5:2         | 5:2             | 2:1               | 2:1 | 3:1                    | 5:1                 | 3:1        | 6:0             | 4:0         | 4:1         |
| FC Valencia            | 4:2          |             | 4:4         | 4:3 | 3:1         | 5:0             | 4:1               | 2:0 | 7:0                    | 7:1                 | 1:0        | 6:2             | 5:3         | 3:0         |
| Real Madrid            | 1:2          | 4:3         |             | 1:2 | 0:2         | 4:2             | 3:1               | 1:0 | 3:1                    | 3:1                 | 6:0        | 4:1             | 3:1         | 5:1         |
| Atlético Madrid        | 2:0          | 2:2         | 0:2         |     | 6:0         | 3:2             | 2:1               | 1:1 | 1:0                    | 4:0                 | 3:0        | 2:0             | 4:0         | 6:0         |
| Real Oviedo            | 2:0          | 2:1         | 1:1         | 2:0 |             | 6:3             | 3:0               | 0:1 | 0:2                    | 4:1                 | 5:2        | 2:1             | 1:1         | 5:4         |
| Atlético Bilbao        | 2:0          | 3:2         | 2:3         | 1:3 | 0:1         |                 | 4:3               | 4:0 | 4:1                    | 3:1                 | 3:2        | 7:2             | 3:0         | 7:2         |
| Español Barcelona      | 1:1          | 3:0         | 3:2         | 4:1 | 0:0         | 1:1             |                   | 1:0 | 5:4                    | 4:1                 | 5:0        | 5:1             | 1:1         | 6:2         |
| FC Sevilla             | 1:2          | 0:2         | 1:5         | 0:1 | 1:0         | 6:0             | 0:3               |     | 3:1                    | 3:1                 | 2:1        | 2:1             | 2:0         | 4:1         |
| Gimnàstic de Tarragona | 2:2          | 6:1         | 3:3         | 2:1 | 2:4         | 3:1             | 4:1               | 1:3 |                        | 1:4                 | 3:2        | 4:2             | 3:1         | 3:2         |
| Deportivo La Coruña    | 2:2          | 1:2         | 0:3         | 3:1 | 1:2         | 3:1             | 3:0               | 2:0 | 6:2                    |                     | 3:3        | 5:0             | 6:1         | 5:2         |
| Celta Vigo             | 2:2          | 4:2         | 3:1         | 2:2 | 2:1         | 3:4             | 2:1               | 3:1 | 6:4                    | 1:1                 |            | 2:0             | 5:1         | 3:2         |
| Real Valladolid        | 1:1          | 1:1         | 2:0         | 0:1 | 2:1         | 1:0             | 1:0               | 2:0 | 3:1                    | 1:0                 | 4:2        |                 | 4:2         | 4:0         |
| CD Alcoyano            | 1:2          | 0:1         | 2:2         | 0:0 | 2:1         | 1:0             | 2:0               | 2:0 | 2:2                    | 1:0                 | 1:0        | 2:1             |             | 2:1         |
| CE Sabadell            | 1:0          | 0:3         | 1:2         | 1:3 | 2:2         | 2:2             | 2:0               | 1:3 | 2:3                    | 4:4                 | 3:0        | 3:1             | 3:1         |             |

## Nach der Saison
- 1. – CF Barcelona – Meister

Absteiger in die Segunda División
- 13. – CD Alcoyano
- 14. – CE Sabadell

Aufsteiger in die Primera División
- Real Sociedad
- CD Málaga

## Pichichi-Trophäe
Die Pichichi-Trophäe wird jährlich für den besten Torschützen der Spielzeit vergeben.
| Pl. | Nat.         | Spieler         | Verein          | Tore |
| --- | ------------ | --------------- | --------------- | ---- |
| 1   | Spanien 1945 | César Rodríguez | CF Barcelona    | 28   |
| 2   | Spanien 1945 | Pahiño          | Real Madrid     | 21   |
|     | Spanien 1945 | Zarra           | Atlético Bilbao | 21   |
| 4   | Spanien 1945 | Mundo           | FC Valencia     | 19   |

## Die Meistermannschaft des CF Barcelona
(Spieler mit mindestens 5 Einsätzen wurden berücksichtigt; in Klammern sind die Spiele und Tore angegeben)
| 1.           | CF Barcelona |
| CF Barcelona | - Tor: Juan Zambudio Velasco (25/-) - Abwehr: Calo (12/-); Francisco Calvet (21/-); Curta (28/-); Jaime Elias (13/-); Josep Seguer (25/6) - Mittelfeld: Marcos Aurelio (7/-); José Canal (5/6); Gonzalvo II (21/1); Gonzalvo III (23/2); Salvador Sagrera (9/2); - Sturm: Estanislao Basora (25/9); Florencio Caffaratti (9/1); César Rodríguez (24/28); Alfonso Navarro (9/1); Mateo Nicolau (18/7); Antonio Noguera (6/2) - Trainer: Enrique Fernández |